# Mörth
Das Mörth ist ein ehemaliges Hangmoor im Schwalenberger Wald auf Gebiet der Städte Lügde und Schieder-Schwalenberg im nordrhein-westfälischen Kreis Lippe in Deutschland.
Der Name leitet sich aus dem lippischen Niederdeutsch ab und bedeutet ‚Moor‘.

## Geographie
Das Mörth liegt auf einer Hochfläche im Weserbergland in einer Höhe von bis zu 446 m ü. NHN zwischen den Orten Schieder, Schwalenberg, Rischenau und Elbrinxen. Der größte Teil dieser Hochmoorfläche ist heute mit einer Fichten- und Lärchenkultur bepflanzt und setzt sich  deutlich erkennbar vom sonstigen meist mit Buchen bestandenen umgebendem Wald ab. 43 Hektar des Mörths stehen unter Naturschutz und sind als FFH-Schutzgebiet ausgewiesen.

## Geschichte der Nutzung
Im Mittelalter war das Mörth noch eine mit Buchenwald bedeckte Hochfläche. Durch die Nutzung als Hudewald lichtete sich der Baumbestand, gleichzeitig waren die verbleibenden Bäume der Witterung ausgesetzt. Die undurchlässigen Tonschichten führten zu Staunässe, was wiederum das Absterben der Buchen beschleunigte. Es bildete sich ein Niedermoor. Im späten 18. Jahrhundert versuchte man, der Ausbreitung des Moors und damit der Vernichtung der wertvollen Baumbestände entgegenzuwirken. Es wurden Entwässerungsgräben angelegt und Aufforstungsversuche unternommen, die aber zunächst scheiterten. Erst mit der anspruchslosen Fichte hatte man Erfolg, errichtete zunächst einen südlichen Schutzwall gegenüber den Buchen und begrünte dann den Rest des offenen Mörths. Da im Gegensatz zu den Buchen die Fichte über ihre Nadeln ganzjährig Wasser verdunstet, wurde so auch der Boden trockener.
Aufgrund des Torfvorkommens, das als Brennstoff nutzbar war, siedelte sich hier zeitweilig eine Ziegelei zur Herstellung von Backsteinen an. Die Ziegel waren jedoch von minderer Qualität und der Transport den Berg herab beschwerlich, sodass der Betrieb um 1850 wieder eingestellt wurde.

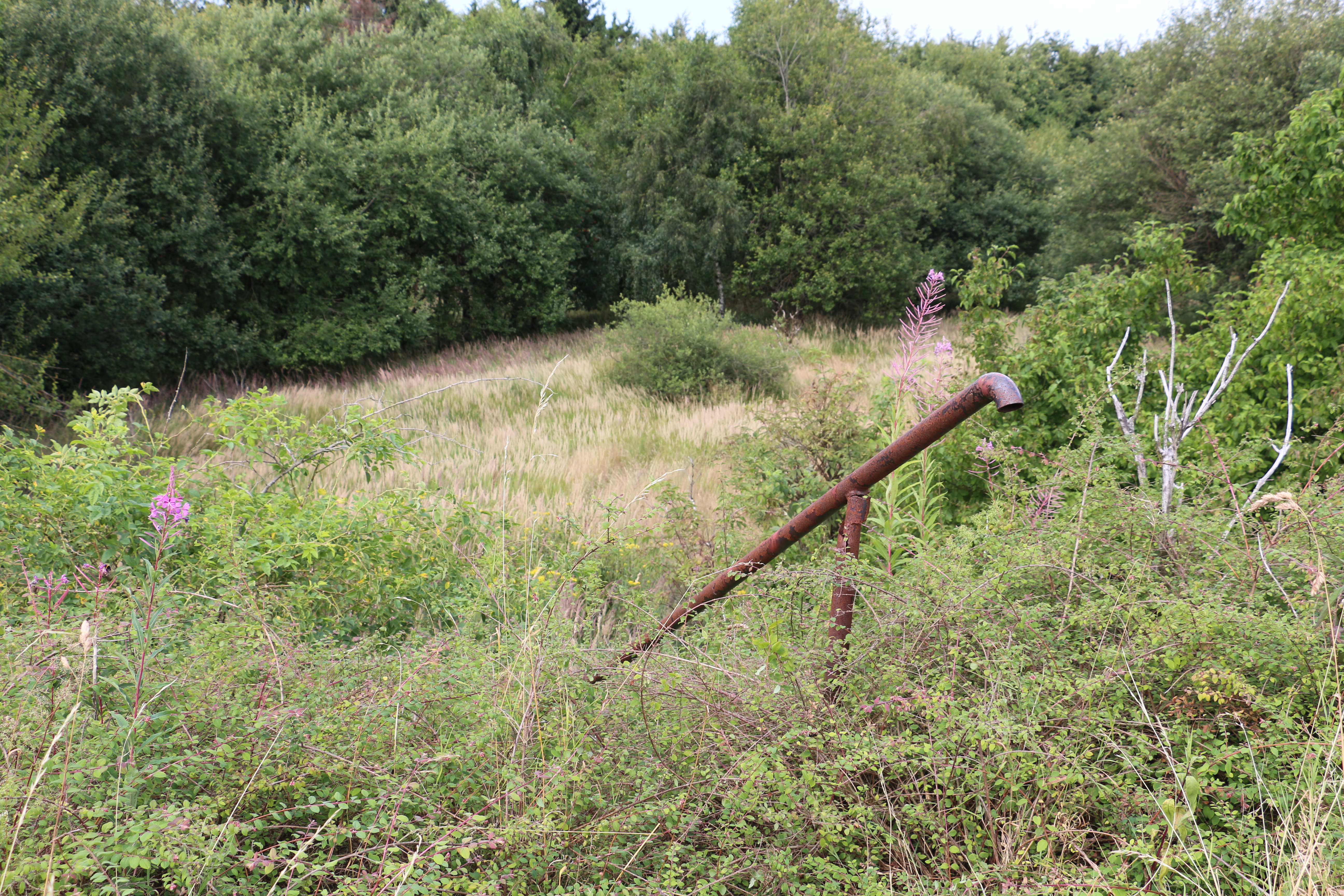
Teil der ehemaligen Militärfläche am Mörth

Während des Kalten Krieges unterhielten die niederländischen Streitkräfte von 1963 bis 1994 auf dem Gebirgsrücken westlich von Elbrinxen einen Militärstützpunkt für die mobilen Flugabwehrraketen vom Typ MIM-23 HAWK. Das ehemalige Militärgelände ist heute weitgehend zurückgebaut. Gebäude und Wege sind entfernt und seit nahezu 20 Jahren einer Naturverjüngung des Waldes gewichen. Ohne menschliches Zutun haben sich Pflanzen, Bäume und Tiere angesiedelt. Diese, nicht vom Menschen beeinflusste Vegetation stellt  ein besonders schützenswertes Areal dar, zumal die dort vorkommenden Pflanzen und Bäume optimal an den Lebensraum angepasst sind. Anliegend ist die Hochmoorfläche mit einer Fichten- und Lärchenkultur bepflanzt. Bemühungen der Forstwirtschaft und der Biologischen Station Lippe zielen seit Jahren darauf ab, das Gelände wieder zu bewässern, und es konnte sich wieder ein Mischwald entwickeln.

## Gegenwart
Das im Volksmund „Mörth = Moor“ genannte Plateau gehört zum Naturschutzgebiet des Schwalenberger Waldes und wird topografisch auch als „Großer Pulskopf“ bezeichnet. Das Naturschutzgebiet hat eine europaweite Bedeutung. Die überwiegenden Flächen des Hochplateaus und der umliegenden mit teilweise sehr alten Buchenbeständen bewaldeten Hänge stehen als FFH-Gebiet unter besonderem Schutz nach EU-Richtlinien. Sie sind gemäß der Fauna-Flora-Habitat-Richtlinie (FFH-Richtlinie, vom 21. Mai 1992, 92/43/EWG) als besonders schützenswerte Arten- und Lebensraumtypen eingestuft. Der Schwalenberger Wald mit dem Mörth bildet rund die Hälfte der ungefähr 4.000 ha großen Waldfläche im lippischen Südosten, die eines der größten zusammenhängenden Waldgebiete der Region ist.
Das Gebiet bedeckt einen breiten, teilweise steilhängigen Rumpfhöhenzug mit einem über 440 m hohen Kuppenplateau, dem „Mörth“. Innerhalb des geschlossenen Buchenwaldkomplexes befindet sich eine überwiegend bewaldete Senke. In dieser fließt ein kleiner Bachlauf, der von Erlen, Eschen, Weidegrünland, Wiesenbrachen und feuchten Hochstaudenfluren begleitet wird. Von den angrenzenden Hängen fließen zahlreiche Quellbäche. Das „Mörth“ entwässert in die umliegenden Fließgewässer, die teilweise ebenfalls als FFH- und Naturschutzgebiete ausgewiesen sind. Hierzu zählen neben den namenlosen Kleingewässern beispielsweise der Schwaibach, der Steinbach, der Lippebach, die Wörmke und letztendlich die Emmer und die Niese. Auch die Magdalenenquelle etwa 1000 Meter von der Ortschaft Schwalenberg entfernt, entspringt im niederschlagsreichen Gebiet des „Mörthes“. Diese letzte Besonderheit des Hochplateaus hält die umliegenden Quellen und Gewässer maßgeblich am Leben und wirkt sich auch klimatisch aus.

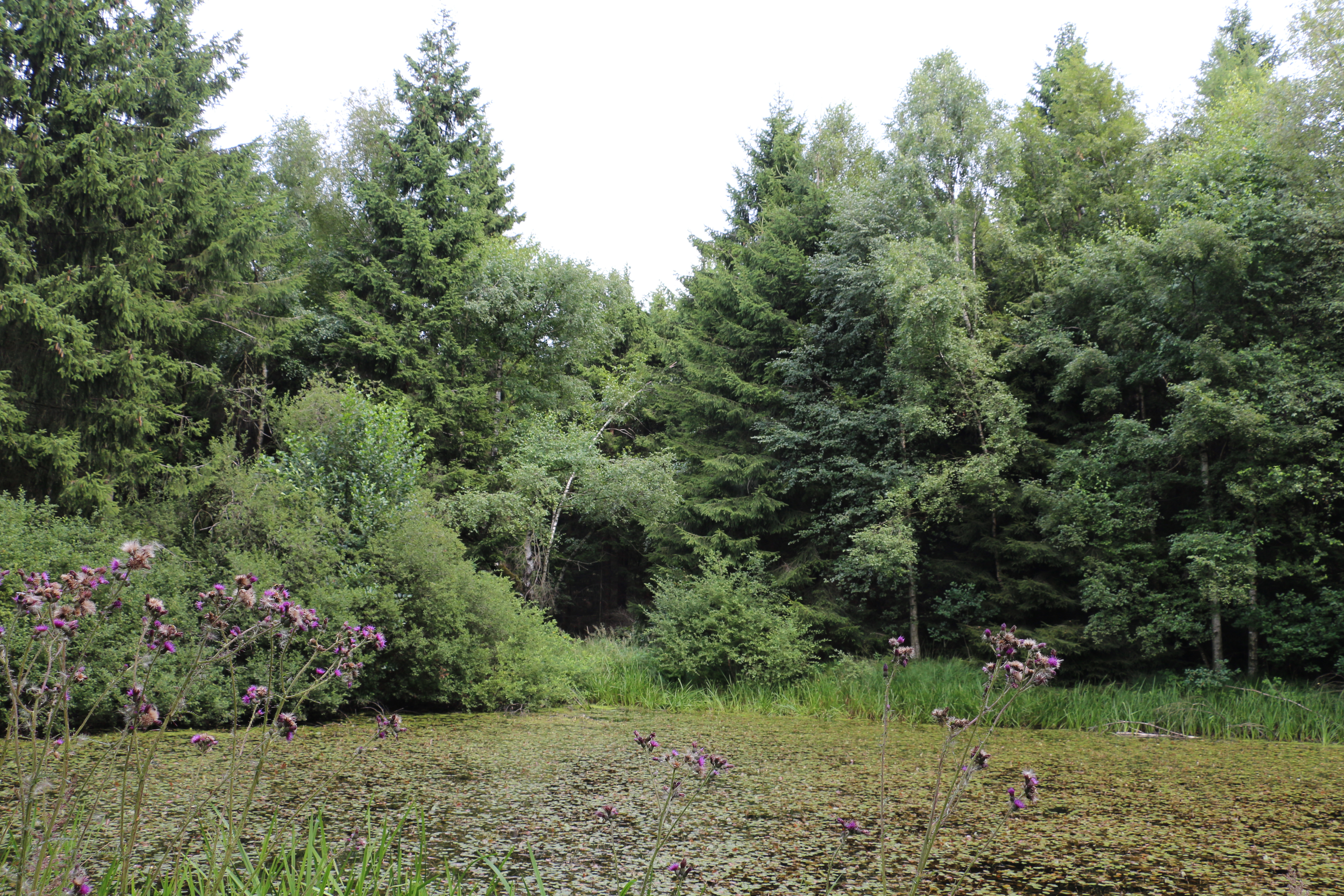
„Himmelsteich“ am Mörth, NSG Schwalenberger Wald

Das Mörth besteht aus basenarmen Sandsteinen und zwischengelagerten Tonschichten. Durch die deshalb gegebene Staunässe im Boden konnten sich kleinflächige Moorböden entwickeln. Zudem beherbergt das Plateau mehrere Artenschutzgewässer, sogenannte Himmelsteiche. Diese stellen den grundlegenden Lebensraum für die zahlreich vorkommenden seltenen und in NRW gefährdeten Libellenarten dar, wie der Großen Moosjungfer. Aufgrund der regionalen Einmaligkeit der Landschaft haben sich weitere besonders schützenswerte Tier- und Pflanzenarten angesiedelt. Hierzu zählen die Geburtshelferkröte, der Kammmolch, unterschiedliche Fledermausarten,  Hirschkäfer. Zahlreiche seltene Vogelarten wie beispielsweise der Schwarzstorch, der Rotmilan, der Schwarzspecht, der Grauspecht und der Mittelspecht nutzen das Plateau als Brutgebiet und Lebensraum. Der von überregionaler Bedeutung für bestimmte Tier- und Pflanzengemeinschaften ausgezeichnete Lebensraum besitzt innerhalb der Wälder des Lippischen Berglandes ein besonders gut ausgeprägtes und vollständiges Biotopinventar. Letzte Erkenntnisse gehen davon aus, dass die ebenfalls besonders geschützte Wildkatze dort wieder ansässig geworden ist.
Die derzeitigen Bemühungen sind auf die Erhaltung und Entwicklung der Buchenwälder und der Wiederherstellung des Moorwaldes ausgerichtet.  Das Gebiet des „Schwalenberger Waldes“ ist ein Natura-2000-Gebiet, in dem ein Naturparktrail zu dem Thema „NaturZeitReise“ eingerichtet wurde. 2012 wurde ein neuer Teich für schützenswerte Arten ausgehoben.

## Planungen zum Bau eines Pumpspeicherwerks
Der Baukonzern Hochtief plante ab 2013 auf dem Plateau des Mörthes von 2016 bis 2021 ein Pumpspeicherwerk mit einem Investitionsvolumen von mehreren hundert Millionen Euro zu errichten. Das Projektgelände befindet sich zentral auf dem Plateau des Mörths. Durch die topographischen Gegebenheiten wird nach der derzeitigen Vorplanung eine mögliche Fallhöhe des Wassers bis zu einer Höhe von 300 Metern gerechnet. Nach der Planung soll eine zukünftige Leistung des Kraftwerks in Höhe von 320 MW erzielt werden. Geplant wird, auf dem Hochplateau ein ca. 32 ha großes Oberbecken zu bauen.
Nach Planung soll der Wasserspeicher durch einen ca. 15 m hohen unbewaldeten Wall umgrenzt werden, der durch einen Zaun gesichert wird. Das Becken soll, um die notwendige Dichtigkeit herzustellen, asphaltiert oder mit einer Folie abgedichtet werden. Der untere Wasserspeicher nimmt noch einmal ca. 32 ha Fläche am Fuße des „Mörthes“ in Anspruch. Das Ober- und das Unterbecken stellen einen naturfernen Industriebau dar. Wie sich die großflächige Abdichtung auf die Entwässerung des Mörthes in die umliegenden Gewässer und die Quellgebiete auswirkt, ist neben weiteren Faktoren nicht bekannt. Die Auswirkungen auf die Natur, das Klima, sind nicht abschätzbar. Für die Erstbefüllung und die betriebliche Wasserhaltung soll die aktuell mit Fördermitteln renaturierte Emmer am linken Seerand des Schiedersees dienen. Hierzu soll eigens eine Standleitung verlegt werden. Die Emmerniederung ist bis zum See ebenfalls FFH-Schutzgebiet. Das Ober- und das Unterbecken sollen 2,5 km voneinander entfernt liegen und einen Höhenniveau-Unterschied von 300 Meter für den Turbinenbetrieb gewährleisten. Hierzu wird ein Stollen durch den Berg getrieben. Für die Flächen der Becken wird jeweils eine Größe von 32 Hektar veranschlagt, die reine Wasserfläche soll jeweils 22 ha betragen. Teilweise unterirdisch, am Rande des unteren Wasserspeichers soll das eigentliche Betriebsgebäude erstellt werden. Dieses macht zusätzlichen Erdaushub notwendig. Der geplante Bau würde einen weitreichenden Eingriff in den Natur- und Landschaftsraum darstellen.
Bereits 2015 wurden alle weiteren Planungen seitens Hochtief verworfen, da ein Pumpspeicherwerk nicht wirtschaftlich betrieben werden kann. Nach eigener Aussage sind derartige Anlagen unter den wirtschaftlichen Rahmenbedingungen in Deutschland nicht realisierbar, da die Strompreisförderung für derartige Speicheranlagen nicht wie erhofft eingetreten ist.